# Gabriël Theunis
Gabriël Theunis (Rumst, 24 januari 1914 – Merksem, 5 oktober 1972) was een politicus voor CVP. Hij was burgemeester van Merksem van 1963 tot 1969. De Burgemeester Gabriël Theunisbrug is naar hem genoemd.